# Liparis alpina
Liparis alpina är en orkidéart som beskrevs av Pieter van Royen. Liparis alpina ingår i släktet gulyxnen, och familjen orkidéer.
Artens utbredningsområde är Papua Nya Guinea. Inga underarter finns listade i Catalogue of Life.